# Missa l'homme armé sexti toni
La Missa l'homme armé sexti toni è probabilmente l'ultima delle due messe, basate sulla melodia L'homme armé, composte da Josquin des Prez dove  sexti toni si riferisce all'uso del sesto modo ipolidio. 

## Struttura
Il tema è suddiviso fra le diverse voci anziché essere confinato al solo tenor come nella prima messa di Josquin basata sullo stesso tema, Missa L'homme armé super voces musicales. Le cinque parti della messa, composta secondo l'Ordinario, contengono diversi esempi di costruzione virtuosistica nel Sanctus/Osanna e simultanei annunci del tema, sia in senso diretto che retrogrado, nel finale dell'Agnus Dei.